# Орлова, Галина Николаевна
Галина Николаевна Орлова (Седова) (28 июня 1944 года, Москва, СССР) — советская фигуристка, в 1960 г. — серебряный и в 1963 г. — бронзовый призёр чемпионата СССР, участница чемпионата Европы 1963 года в парном катании.

## Биография
Галина Седова начала заниматься фигурным катанием в 9 лет. Выступая в паре с Георгием Проскуриным, в 1960 г. стала серебряным и в 1963 г. — бронзовым призёром чемпионата СССР, а на чемпионате Европы в 1963 году заняла 12 место.
В 1969 году окончила ГЦОЛИФК. Мастер спорта СССР. Заслуженный тренер РСФСР. В 1982—1999 годах была президентом Федерации фигурного катания на коньках Москвы, с сентября 1992 года член президиума Федерации фигурного катания на коньках России.

## Спортивные достижения
| Соревнования/Сезоны | 1960 | 1963 |
| ------------------- | ---- | ---- |
| Чемпионаты Европы   |      | 12   |
| Чемпионаты СССР     | 2    | 3    |

## Интересные факты
- Более 15 лет не может получить орден, которым была награждена к 55-летию со дня рождения[1].